# Phebellia turanica
Phebellia turanica är en tvåvingeart som beskrevs av Louis-Paul Mesnil 1963. Phebellia turanica ingår i släktet Phebellia och familjen parasitflugor. Inga underarter finns listade i Catalogue of Life.